# Glomera palustris
Glomera palustris är en orkidéart som beskrevs av Johannes Jacobus Smith. Glomera palustris ingår i släktet Glomera och familjen orkidéer.

## Underarter
Arten delas in i följande underarter:
- G. p. palustris
- G. p. subintegra